# Wacholder (Band)
Wacholder war eine deutsche Folkband. Sie bestand von 1978 bis 2001.

## Geschichte
Anfang 1978 gründeten sechs Studenten der Ingenieurhochschule Cottbus, darunter Matthias „Kies“ Kießling, Jörg „Ko“ Kokott, Steffen Junghans und Scarlett Seeboldt, die Gruppe Wacholder. Wenig später schieden zwei Mitglieder aus. Als Quartett gewann Wacholder im selben Jahr den Publikumspreis der 11. Werkstattwoche in Leipzig. Drei der Musiker entschlossen sich 1980, nach Abschluss ihrer musikalischen Ausbildung am Konservatorium als Berufsmusiker zu arbeiten. Im Mai 1980 kam Erik Kross hinzu. 1981 erschienen vier Stücke der Band auf der Kompilation Ein Kessel Rotes. 1982 wurden Almut Walther und Mathias „Geier“ Wegner Mitglieder von Wacholder. Das Repertoire umfasste deutsche Volkslieder und Eigenkompositionen.
1983 erschien mit Herr Wirt, so lösche uns’re Brände die erste Langspielplatte von Wacholder bei Amiga. Im selben Jahr entstand das erste Heinrich-Heine-Programm der Band. 1986 verließen Almut Walther und Jörg Kokott die Gruppe. Wacholder sang nun häufiger Lieder mit Einflüssen aus England, Schottland und Irland. Eine 1989 erschienene LP, Es ist an der Zeit mit dem Titelsong Es ist an der Zeit (Bogle/Wader), wurde wegen der Wendezeit kaum beachtet. Im Sommer 1990 traten sie bei Songs an einem Sommerabend auf, ihr Lied Das Dorf kam 2011 auf die Jubiläums-CD des Festivals.
In den 1990er Jahren entwickelte die Band zahlreiche neue Programme. Seit 1993 bestand Wacholder aus Scarlett O’ (eigentlich Seeboldt), Jörg Kokott und Matthias Kießling. 2001 löste sich die Band auf, veranstaltete aber zwischen Januar und Juni 2008 eine Tournee zum 30-jährigen Bestehen von Wacholder. Danach löste sich die Band erneut auf.

## Diskografie

### LPs
- 1983: Herr Wirt, so lösche uns’re Brände (Amiga)
- 1989: Es ist an der Zeit (Amiga)

Beide LPs wurden auf einer CD wiederveröffentlicht.

### CDs
- 1992: Große Zeiten (Stockfisch, auch als LP)
- 1994: Hammer-Rehwü (Nebelhorn)
- 1994: In der Heimat ist es schön (Stockfisch)
- 1996: Landgang (Stockfisch)
- 1999: Unterwegs – 20 Jahre Wacholder (John Silver Production)

### Video
- 2001: Willkommen zum Abschied

### Veröffentlichungen auf Kompilationen
Seit 1980 erschienen zahlreiche Stücke von Wacholder auf Kompilationen.

## Liederbücher
Die Gruppe Wacholder veröffentlichte zahlreiche Liedersammlungen mit Volksliedern.